# 孙在雍
孙在雍（1937年—），男，中华人民共和国政治人物，曾任北京市司法局局长，中华人民共和国司法部办公厅主任、政治部副主任、党组成员，中国法学会副会长。